# Argiope picta
Argiope picta es una especie de arañas araneomorfas de la familia Araneidae.

## Localización
Esta especie se distribuye en las áreas tropicales de Queensland (Australia) y desde Papúa Nueva Guinea hasta las Islas Molucas.